# Leyla Vəkilova
Leyla Məhəd qızı Vəkilova (eingedeutscht Leila Wäkilowa; * 29. Januar 1929 in Baku, Aserbaidschanische SSR, UdSSR; † 20. Februar 1999 in ebenda, Republik Aserbaidschan) war eine aserbaidschanisch-sowjetische Ballerina, Tänzerin, Choreografin und Hochschullehrerin.

## Biographie
Die Familie von Vəkilova stammte ursprünglich aus dem Dorf Yuxarı Salahlı der Provinz Qazax.
1943 absolvierte Vəkilova die Choreografieschule von Baku. Ihre Ballettlehrerin war Qəmər Almaszadə. Zwischen 1945 und 1946 durchlief sie zusätzliche Vorbereitungskurse in der Moskauer Staatlichen Akademie für Choreographie. Nach ihrer Rückkehr nach Baku 1946 hatte sie ihren ersten Auftritt als Tao-Choa im von Reinhold Moritzewitsch Glière komponierten Ballett „Der Rote Mohn“.
Seit 1943 war Vəkilova als Solistin im Aserbaidschanischen Staatlichen Akademischen Opern- und Ballettthaus, seit 1972 dort dann als Probekünstlerin tätig.
Von 1953 bis 1992 unterrichtete Vəkilova klassischen Tanz in der Choreografieschule von Baku, bis sie zur Intendantin dieser Einrichtung ernannt wurde.
Im Laufe ihrer erfolgreichen Karriere unternahm Vəkilova mehrere Auslandstourneen nach Polen, Deutschland, Indien, Italien, Bulgarien etc. 1967 wurde sie mit dem Titel “Volkskünstlerin der UdSSR” ausgezeichnet.
Zwischen 1976 und 1982 leitete Vəkilova das Aserbaidschanische Tanzensamle.
Vəkilova starb am 20. Februar 1999 in Baku und wurde dort auf der Ehrenallee (Fəxri Xiyaban) beigesetzt.